# Alexander Moyzes
Alexander Moyzes (n. 4 septembrie 1906, Znióváralja, Austro-Ungaria – d. 20 noiembrie 1984, Bratislava, Cehoslovacia) a fost un compozitor slovac neoromantic al secolului al XX-lea.
Moyzes s-a născut în 1906 într-o familie de muzicieni la Kláštor pod Znievom, în prezent în Slovacia. Tatăl său a fost compozitorul și profesorul Mikuláš Moyzes. După studii tehnice timpurii, în 1925 a intrat la Conservatorul din Praga, unde a studiat orga, dirijând și compunând. A absolvit în 1929 și a continuat studiile la clasa avansată a lui Vítězslav Novák, unde a absolvit anul următor cu Overtura pentru Orchestră, Opus 10. Novák i-a direcționat atenția spre muzica slovacă, sursa inspirației sale. 
În 1929, Moyzes a fost numit profesor la Academia de Dramă pentru Slovacia în Bratislava. El a devenit profesor de compoziție la Conservatorul din Bratislava în 1941și a petrecut câțiva ani ca consilier principal de muzica la Radio Bratislava, până a fost obligat să demisioneze în 1948. Pe meritele sale a fost numit profesor de comoziție la Academia de Muzică din Bratislava, unde a predat pentru nu mai puțin de trei generații de compozitori slovaci. El a fost rector al academiei din 1965 până în 1971. De-a lungul vieții a preluat multe funcții importante în viața muzicală a țării sale. El a murit în Bratislava.

## Piese

### Orchestră
- În jos pe râul Váh, Op. 26 (1935)
- Dansuri Pohronie, Op. 43 (1950)
- Dansuri Gemer, Op. 51 (1956)
- Concert la vioară, Op. 53
- Simfonia nr. 1 în D major, Op. 31
- Simfonia nr. 2 în A minor, Op. 16 (1932)
- Simfonia nr. 3 în B major, Op. 18 (1942)
- Simfonia nr. 4 în E major, Op. 38
- Simfonia nr. 5 în F major, Op. 39 (1947–48)
- Simfonia nr. 6 în E major, Op. 44 (1951)
- Simfonia nr. 7, Op. 50 (1954-55)
- Concert la flaut, Op. 61
- Simfonia nr. 8, Op. 64 (1968–69)
- Simfonia nr. 9, Op. 69 (1971)
- Simfonia nr. 10, Op. 77 (1977–78)
- Simfonia nr. 11, Op. 79
- Simfonia nr. 12, Op. 83